# Centrodora liebermanni
Centrodora liebermanni är en stekelart som beskrevs av Blanchard 1951. Centrodora liebermanni ingår i släktet Centrodora och familjen växtlussteklar. Inga underarter finns listade.